# District de Mehsana
Le district de Mehsana ou  district de Mahesana (gujarati : મહેસાણા જિલ્લો) est un district de l'état du Gujarat en Inde.

## Géographie
Le district a une population de 2 035 064 habitants pour une superficie de 4 401 km2.